# Amphistium
Amphistium  ist eine fossile Gattung aus der Ordnung der Plattfische (Pleuronectiformes). Fossilien der Gattung wurden zunächst in der Fossillagerstätte Monte Bolca in der Nähe der italienischen Stadt Verona, später auch im Pariser Becken gefunden.

## Merkmale
Amphistium hat einen rundlich-ovalen, seitlich stark abgeflachten Körper und Stachelstrahlen in Rücken- und Afterflosse. Rücken- und Afterflosse erstrecken sich bogenförmig über fast die gesamte Rumpflänge. Letztere hat 21 bis 22 Weichstrahlen. Ihr Außenrand ist konvex. Die Schwanzflosse ist lang, ungeteilt und abgerundet. Die Augen sind klein, die Schnauze spitz.
Die Orbitaregion des Schädel ist asymmetrisch, ein Auge ist bei ausgewachsenen Tieren in Richtung der Rückenlinie verschoben, hat sie aber noch nicht überschritten. Dies kann von Individuum zu Individuum verschieden, sowohl auf der rechten als auch auf der linken Kopfseite der Fall sein. Amphistium lebte vermutlich räuberisch.

## Systematik
Amphistium wurde durch Agassiz zunächst den Makrelenartigen (Scombroidei) zugeordnet, einer Unterordnung der Barschartigen (Perciformes). Diese Zuordnung wurde allgemein anerkannt, da man die Verformung des Schädels für eine Postmortemdeformation hielt. Erst 2002 stellte der US-amerikanische Paläontologe Jack Sepkoski Amphistium als Stammgruppenvertreter in die Ordnung der Plattfische, nachdem erkannt wurde, dass die Asymmetrie des Schädel nur bei größeren Tieren auftritt und bei Exemplaren gleicher Größe immer identisch ist.

## Arten
- Amphistium altum, Pariser Becken
- Amphistium paradoxum, Monte Bolca